# Albești, Olt
Albești este un sat în comuna Poboru din județul Olt, Muntenia, România.
Există de fapt două sate, Albești-Vale și Albești-Deal, despărțite de pădure. 